# Castelo Heinfels
Castelo Heinfels é um castelo em Heinfels, Tirol, na Áustria. Fica no Vale Puster, perto da entrada do Vale Villgraten. Embora a cidade tenha sido colonizada pela primeira vez por Hunos por volta de 500 d.C., um castelo não foi mencionado até 1243. Ele pertencia ao condado de Gorz e foi expandido no lado oeste em 1500. Em 1526, foi sitiada por Michael Gaismair e 2.000 soldados que buscavam derrubar o domínio católico na área. Hoje é propriedade privada.

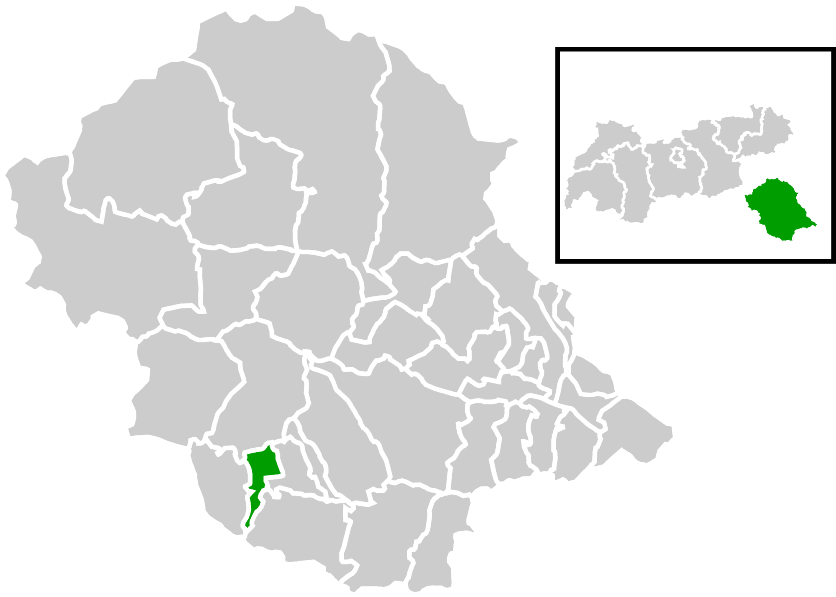